# Bossenaarberg
De Bossenaarberg is een helling in de Vlaamse Ardennen nabij Etikhove.

## Wielrennen
De Bossenaarberg werd in 1993 opgenomen in de wielerklassieker Ronde van Vlaanderen wegens heraanleg van de Taaienberg, tussen de Kruisberg en de Eikenberg.
In de laatste edities van de Ronde wordt de Bossenaarberg na de beklimming van de Taaienberg afgedaald en gaat het daarna via Etikhove naar de Eikenberg.
Sinds 2020 wordt de helling opgenomen in Kuurne-Brussel-Kuurne als de helling Bossenaarstraat.